# Больгер, Фридрих Давидович
Больгер Фридрих Давидович (12 апреля 1915 — 21 июля 1988) — немецкий советский писатель, поэт, переводчик и драматург.

## Биография
Фридрих Больгер родился в 1915 году в селе Рейнгардт (ныне Осиновка Энгельсского района Саратовской области). После окончания сельской школы учился в зооветеринарном техникуме, а после — в пединституте. С 1936 года работал учителем в Поволжье, а после депортации немцев — в Казахстане. 
В 1942 году был мобилизован в трудармию на строительство Челябинского металлургического завода. С 1946 года работал бухгалтером и инспектором банка. 
В 1962 году стал сотрудником Славгородской немецкой газеты «Роте Фане». С 1971 года занимался творческой работой. 
Больгер по литературной деятельности имеет родственного наследника, троюродного брата по линии матери — Дитца Александра Христиановича, который тоже занимается литературным творчеством. Родом Дитц, как и Больгер, из села Рейнгардт бывшей Республики немцев Поволжья. Оба они вместе со всеми немцами Поволжья были в 1941 году насильственно депортированы как враги народа в Сибирь и Казахстан. Александр Дитц с родителями сразу попал в Алтайский край, где и живет, по сей день. А Больгер перебрался на Алтай в конце 1950-х годов после трудармейского лагеря НКВД СССР и поселился в поселке Яровое недалеко от города Славгорода. Потом устроился  литсотрудником Славгородской немецкой газеты «Роте Фане» и до смерти в 1988 году работал в газете на различных должностях. Похоронен в родном поселке Яровое.

## Творчество
Первые произведения Больгера были опубликованы в местной прессе ещё до войны. После войны печатался как в газетах и журналах, так и в коллективных сборниках. В 1966 году вышел сборник поэзии Больгера «Ибо ты человек». За ним последовали сборники «Стихи», «Сердце поэта», «Я — человек», «Новый день». Его перу также принадлежит несколько одноактных пьес, а также пьеса «Решение» (опубликована в 1991 году). В советских немецкоязычных журналах и газетах публиковались его многочисленные шванки.
Больгер перевёл на немецкий язык ряд поэтических произведений С. А. Есенина и К. Кулиева. Также он является автором ряда литературоведческих статей.